# The Soft Machine (album)
Pour les articles homonymes, voir The Soft Machine (homonymie).
Albums de Ozark Henry
The Sailor not the Sea
(2004) Hvelreki
(2010)
The Soft Machine est le 5e album studio du chanteur Ozark Henry (nom d'artiste de Piet Goddaer), sorti en 2006.

## Titres
Les paroles et les musiques sont de Piet Goddaer.
1. "These Days" - 3:32
2. "Christine" - 3:38
3. "We Were Never Alone" - 3:46
4. "Splinter" - 4:18
5. "Play Politics" - 3:28
6. "Weekenders" - 4:03
7. "Echo as Metaphor" - 2:50
8. "Cincinnati" - 3:54
9. "Morpheus" - 3:46
10. "Sun Dance" - 3:37
11. "Le Temps Qui Reste" - 3:37
12. "Jailbird" - 3:56